# Ross Turnbull
Ross Turnbull (Bishop Auckland, Durham, Anglaterra, 4 de gener de 1985), és un futbolista anglès. Juga com a porter i actualment milita al Leeds United FC de la Premier League d'Anglaterra.

## Trajectòria
Després de jugar en equips juvenils, Turnbull va firmar un contracte professional amb el Middlesbrough Fc en el 2002. Ha estat cedit en préstec a diversos equips anglesos com el Darlington Fc, al Barnsley Fc, al Bradford City i al Crewe Alexandra.
En juliol de 2007 Turnbull va ser cedit en préstec al Cardiff City. Va arribar en substitució de Neil Alexander, que va deixar el club per una disputa contractual. Va començar la temporada com a porter titular però va tenir greus errors en l'empat a 2-2 entre el Cardiff City i el Preston North End, cosa que va provocar que fos relegat a la banca tot el seu préstec, sent reemplaçat per Michael Oakes. Va recalar al Middlesbrough el 5 d'octubre de 2007 arran d'una lesió que va sofrir el segon porter Brad Jones. Després de la seva tornada, Turnbull va jugar dos partits amb el Middlesbrough a causa del qual el porter titular Mark Schwarzer va sofrir una fractura del seu polze. Un d'aquests jocs que va disputar Turnbull va ser la victòria 2-1 del Middlesbrough sobre l'Arsenal FC el 9 de desembre de 2007.
Després de militar 11 anys en el Middlesbrough, Mark Schwarzer va abandonar al club per fitxar pel Fulham Fc a l'estiu de 2008.
L'entrenador del Middlesbrough Gareth Southgate va decidir no contractar cap altre porter i va posar tota la seva confiança a Turnbull. A partir d'aquest llavors Turnbull va ser titular en la majoria dels partits.
El 2 de juliol de 2009 Turnbull és contractat pel Chelsea Fc, amb el qual firma un contracte de 4 anys. Se li va assignar el dorsal #22. Va debutar amb el Chelsea el 21 de juliol d'aquell mateix any en el World Football Challenge en contra de l'Inter De Milà, entrant de canvi el minut 62 per Petr Ech. El Chelsea es va emportar la victòria per 2-0.
El seu debut oficial amb el Chelsea va ser el 28 d'octubre de 2009 en un partit de Football League Cup davant del Bolton Wanderers, en entrar de canvi el minut 22 per Henrique Hilário, després que aquest s'hagi lesionat. En aquest partit el Chelsea es va imposar per 4-0. El seu debut com a titular va ser en la Lliga De Campions el 8 de desembre de 2009 davant de l'Apoel Fc, on el Chelsea i l'Apoel van empatar a 2-2.

## Internacional
Turnbull ha estat internacional amb la selecció anglesa sub-20